# 閩中十才子
閩中十才子，又称閩中十子、閩南十才子，是指明朝初年福建福州地區的10位文士，包括林鴻、鄭定、王褒、唐泰、高棅、王恭、陈亮、王偁、周玄、黃玄，其中又以福清縣的林鴻為首，他們對中國後世詩歌的發展影響巨大。

## 历史
閩中十才子分别为福清林鸿、閩郑定、侯官王褒、侯官唐泰、長樂高棅、長樂王恭、長樂陈亮、永泰王偁、將樂黄玄、周玄。其中林鴻官至禮部員外郎，不到四十歲即辭官歸里，與同郡高棣、陈亮、王恭、唐泰等文士詩酒往還。這些人是明初闽中诗派的主要成员，或稱為晋安诗派。萬曆初年，袁表、馬熒輯有《閩中十子詩》30卷，始確立十子名單，万历四年（1576年）由时任福建布政司督粮道徐中行捐俸出版。